# 서울 사신당 무신도 및 현판 일괄
사신당 무신도 및 현판 일괄(使臣堂 巫神圖 및 懸板 一括)은 서울특별시 은평구 진관내동, 사신당에 있는 무신도 및 현판 일괄이다. 2005년 2월 11일 서울특별시의 문화재자료 제27호로 지정되었다가, 2019년 10월 10일 지정 해제되었다.

## 개요
사신당(使臣堂)은 원래 서대문구 홍제동 고개 너머 길가에 있었으나 도로확장으로 서울여자상업학교 맞은편 마을로 옮겼다가 당주의 이사로 다시 은평구 진관내동으로 옮겨왔다고 한다. 전하는 말에 의하면 사신당이라는 명칭은 당(堂)이 홍제동에 있을 당시 중국 사신들이 서울로 무사히 들어오기 위해 굿을 한 데서 생겨났다고 한다. 왕실의 만수무강을 기원하는 1889년 제작 봉축현판이 전하고 있는 것으로 볼 때 왕실 관련 인사들도 출입한 것으로 보인다. 
이러한 사신당(使臣堂)에는 현재 64점의 무신도(巫神圖)가 전하고 있는데 이들은 모두 19세기～20세기에 걸쳐 제작된 그림들로 당(堂)건립내력과 이름에 걸맞게〈중국사신도(中國使臣圖)〉가 모셔져 있는 점이 특징적이라고 할 수 있다. 이번에 문화재자료로 지정되는 무신도는 이 당의 특징을 가장 잘 반영하고 연대가 더 오래되었으며 보존상태가 더 양호한〈중국사신도(中國使臣圖)〉․〈삼불제석도(三佛帝釋圖)〉․〈최영장군도(崔塋將軍圖)〉․〈뒤주대왕도〉등 4점이다.

### 중국사신도
〈중국사신도(中國使臣圖)는 세로 71.3cm, 가로 68.5cm의 거의 정사각형에 가까운 화면에 의자 위에 앉아있는 중국 사신 부부의 모습을 그린 것으로 사신당의 무신도를 대표하는 작품이라 할 수 있다. 전체적으로 채색이 많이 퇴색되어 정확한 내용은 알아볼 수 없지만 화면 가득 두 인물을 배치한 점은 공간을 남기지 않는 무속화의 특징을 잘 보여주고 있다.

### 삼불제석도
〈삼불제석도(三佛帝釋圖)〉는 인간에게 재복(財福)을 주고 수명을 길게 해주며 잉태를 담당하는 삼불제석(三佛帝釋)을 그린 것이다. 세로로 긴 화면의 중앙에는 삭발한 승려모습의 제석이 정면을 향해 서있으며, 좌우에는 그보다 약간 작게 중앙을 향해 합장을 한 2명의 제석을 표현하였다. 삼불제석은 세 명의 부처나 세 명의 승려모습으로 그려지는데 보통 화려한 두광이 비치는 부처의 모습을 한 제석이나 삼각형의 흰 종이 고깔을 쓰고 장삼을 입은 제석이 수명(壽命)과 재물(財物),복(福)을 상징하는 연꽃, 장수(長壽)와 불멸(不滅)을 상징하는 천도(天桃)를 공손히 받쳐 들고 있는 모습으로 묘사되곤 하지만,이 그림에서는 삭발한 승려형(僧侶形)으로 묘사되어 있어 불교적인 요소를 잘 보여주고 있다.

### 최영장군도
〈최영장군도(崔塋將軍圖)〉는 고려 말기의 명장(名將)으로 후에 신격화되어 수명장수(壽命長壽)와 태평(太平)의 신으로 모셔지고 있는 최영(崔塋:1326년～1388년)장군을 그린 것이다. 최영장군은 명장으로서 백성들 사이에서 높이 존경되는 인물이었으나 고려 왕조를 수호하려다 결국 이성계에 죽음을 당하고 말았는데 죽은 후 언제부터인가 무당들에 의해 신으로 등극되어 무가(巫家)에서 가장 많이 모셔진 상(像)가운데 하나가 되었다. 최영장군은 특히 서울, 경기지역에서 가장 영험한 신 중의 하나로 모셔지고 있다. 사신당의 최영장군도는 장군으로서의 용맹하고 당당한 모습이라기보다는 입가에 웃음을 띠고 있는 인자한 모습으로 그려져 있다.

### 뒤주대왕도
〈뒤주대왕도〉는 뒤주 속에 갇혀 불행하게 세상을 떠난 사도세자(思悼世子)가 신격화된 뒤주대왕의 모습을 그린 것이다. 화면 양쪽에는 휘장이 드리워져 있고 그 안에 곤룡포를 입은 사도세자가 그려져 있다. 전체적으로 곧은 철선(鐵線)을 사용하여 필선에 변화가 적으며 채색 또한 일률적으로 칠하여 양감이 보이지 않지만 얼굴 표현에서 코 주변을 붉은 색으로 약하게 바림질한 것이라든가 눈썹과 콧수염 등을 세밀하게 묘사한 점 등이 돋보인다.

### 봉축현판
〈봉축현판〉은 1889년 제작된 것으로 고종, 명성왕후, 대왕대비, 세자, 세자빈, 흥선대원군, 부대부인 등의 만수무강을 기원하는 내용이 적혀 있다. 본 현판은 사신당과 사신당 무신도의 내력과 격(格)을 알려주는 중요한 근거자료이므로 무신도 4점과 함께 문화재자료로 지정할 가치가 있다. 현판은 별도 문화재 지정 심의 예고 거쳐 문화재자료로 추가 지정할 예정이다.

## 지정 사유
본 사신당의 무신도는 19세기 후반에서 20세기 전반에 걸쳐 제작된 작품으로서 비록 연대가 오래되지 않고 상태도 좋지는 않으나 19세기 홍제동 고개를 지나간 청나라 사신을 신으로 모신 민간의 신상으로 홍제동 고개의 역사를 대변하고 있으며 당시 청나라와 우리나라 간의 교류관계의 일면을 잘 보여주고 있으므로 서울특별시 문화재자료로 지정한다.

## 해제 사유
문화재의 소재지가 당초 '서울특별시 은평구'에서 '경기도 고양시'로 변경됨에 따라, 「서울특별시 문화재 보호조례」 제14조에 의거하여 지정 해제되었다.

## 갤러리

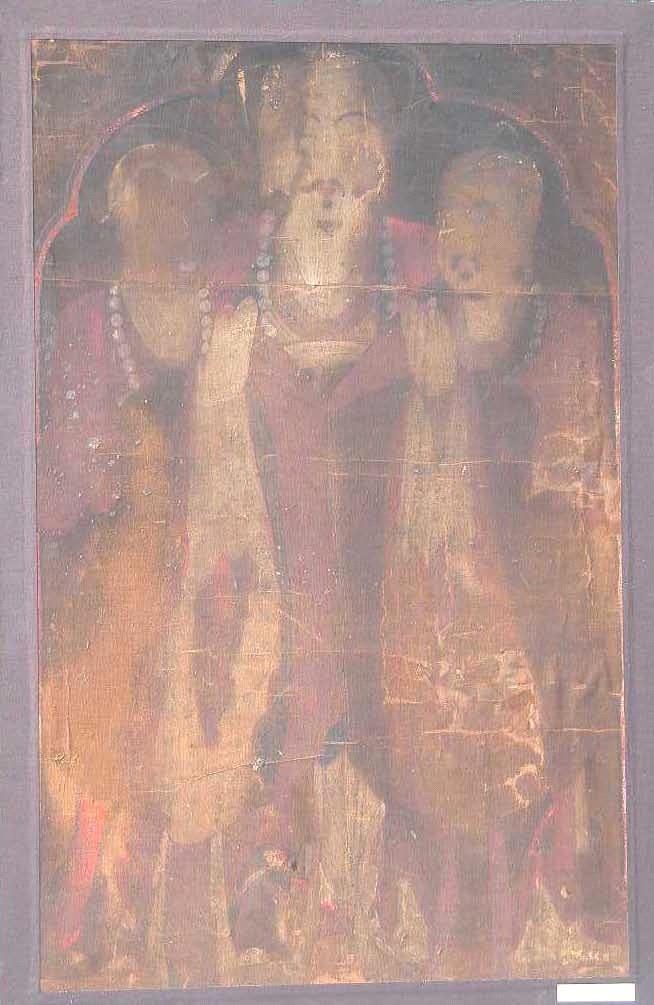
삼불제석도
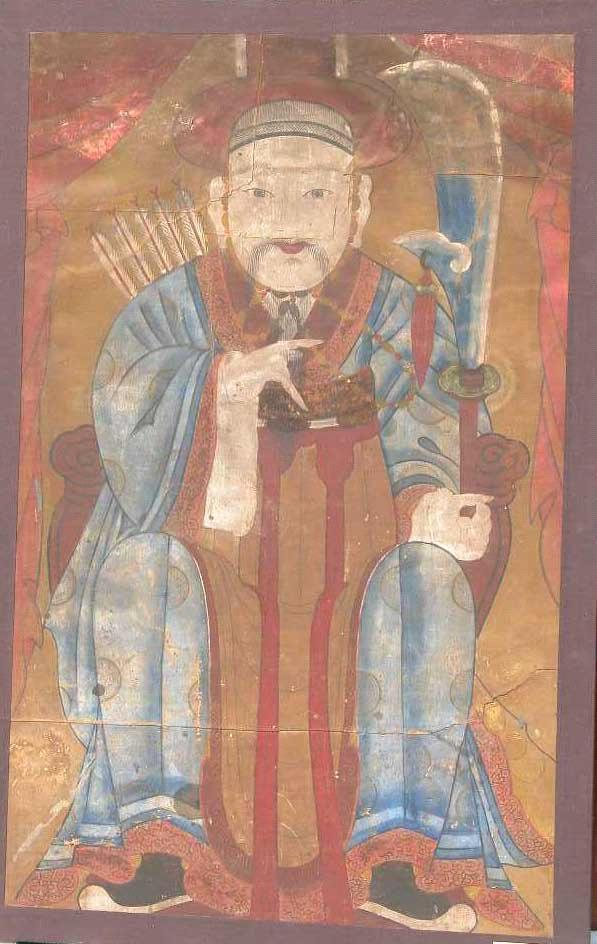
최영장군도
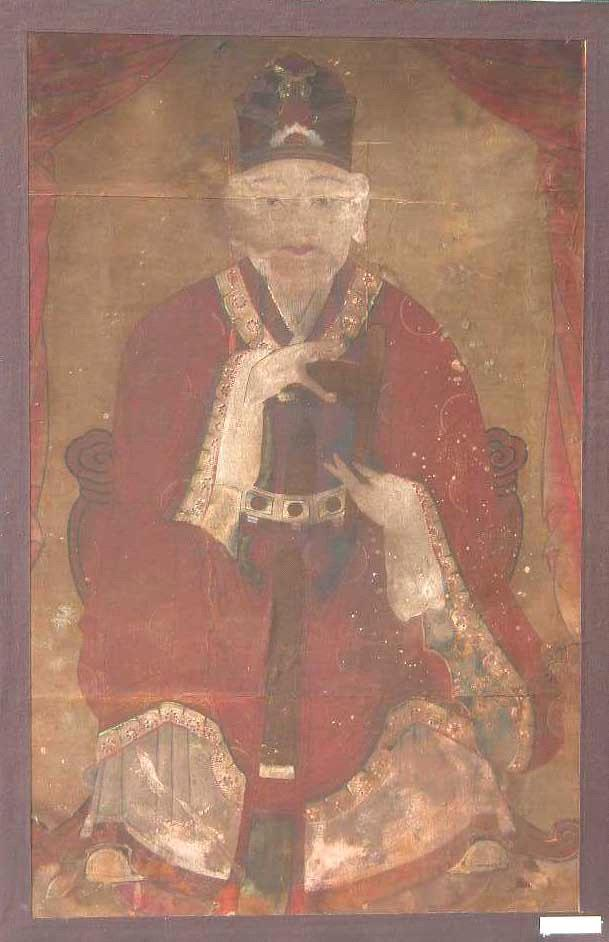
뒤주대왕도
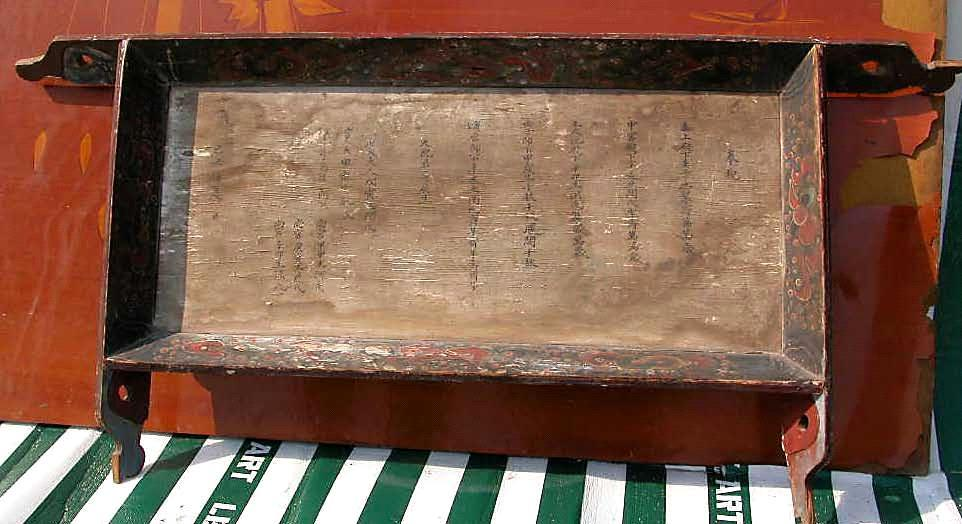
사신당 현판

## 참고 자료
- 사신당 무신도 및 현판 일괄 - 국가유산청 국가유산포털